# Мужская сборная Нигерии по баскетболу
Мужская сборная Нигерии по баскетболу национальная баскетбольная команда, представляющая Нигерию на международных баскетбольных соревнованиях. Управляется Федерацией баскетбола Нигерии. Считается одной из лучших в Африке наряду со сборными Анголы и Сенегала.
В последнее время команда пользуется успехом в связи с организованным набором американскими колледжами профессиональных игроков нигерийского происхождения. При доминировании в команде нигерийских американцев сборная прошла квалификацию на чемпионат мира 2006 года лишь во второй раз в истории страны. Восемь игроков этой сборной в дальнейшем представляли Нигерию на Чемпионате Африки 2009 (где Нигерия была одним из фаворитов), однако родились в США.
Команда стала членом ФИБА в 1964 году.

## Результаты

### Олимпийские игры
- 2012 : 10°
- 2016 : 11°
- 2020 : 10°

### Чемпионат мира по баскетболу
- 1998 : 13°
- 2006 : 14°
- 2019 : 17°
- 2023 :

### Чемпионат Африки по баскетболу
Представлены те чемпионаты, на которые сборная прошла квалификацию
- 1972 : 12°
- 1978 : 6°
- 1980 : 11°
- 1985 : 7°
- 1987 : 8°
- 1992 : 5°
- 1995 :  3°
- 1997 :  2°
- 1999 :  2°
- 2001 : 5°
- 2003 :  2°
- 2005 :  3°
- 2007 : 5°
- 2009 : 5°
- 2011 :  3°
- 2013 : 7°
- 2015 :  1-е
- 2017 :  2°
- 2021 : 12°

## Текущий состав
Предварительный состав из 15 игроков был объявлен 6 июля 2021. Окончательный состав был опубликован 20 июля 2021. Возраст игроков приведён по состоянию на 25 июля 2021.
| Перейти к шаблону «Состав сборной Нигерии по баскетболу» | Состав сборной Нигерии по баскетболу |  |

| Поз. | №  | Имя                | Дата рождения (возраст)   | Рост   | Клуб                  |
| ---- | -- | ------------------ | ------------------------- | ------ | --------------------- |
| З/Ф  | 0  | Кей Зи Окпала      | 28 апреля 1999 (22 года)  | 203 см | Майами Хит            |
| З    | 3  | Калеб Агада        | 31 августа 1994 (26 лет)  | 191 см | Хапоэль Беэр-Шева     |
| ТФ   | 8  | Экпе Юдо           | 20 мая 1987 (34 года)     | 208 см | Виртус Болонья        |
| Ф    | 10 | Чимези Мету        | 22 марта 1997 (24 года)   | 211 см | Сакраменто Кингз      |
| АЗ   | 11 | Оби Эмегано        | 29 апреля 1993 (28 лет)   | 189 см | Фуэнлабрада           |
| З/Ф  | 13 | Мийе Они           | 4 августа 1997 (23 года)  | 196 см | Юта Джаз              |
| Ц    | 15 | Джалил Окафор      | 15 декабря 1995 (25 лет)  | 208 см | Детройт Пистонс       |
| З    | 20 | Джош Окоги         | 1 сентября 1998 (22 года) | 193 см | Миннесота Тимбервулвз |
| З    | 22 | Габе-Винсет Ннамди | 14 июня 1996 (25 лет)     | 190 см | Майами Хит            |
| Ф    | 33 | Джордан Нвора      | 9 сентября 1998 (22 года) | 203 см | Милуоки Бакс          |
| З    | 34 | Икечукву Нваму     | 2 июня 1993 (28 лет)      | 196 см | Самара                |
| ТФ   | 55 | Прешес Ачиува      | 19 сентября 1999 (21 год) | 203 см | Майами Хит            |